# Caduca
Caduca là một chi bướm đêm thuộc họ Erebidae.